# Тимерзеньзэм, Анисия Васильевна
Анисия Васильевна Тимерзеньзэм (чув. Тимӗрҫенсем Ваҫҫа Аниҫҫи; при рождении Васильева, в браке Княгинина; псевдонимы[обтекаемое выражение] Итэсь, Максимова; 6 января 1893 года, деревня Нижние Тимерсяны Симбирского уезда — 17 декабря 1975, Димитровград Ульяновской области) — деятель чувашской литературы, поэтесса. Всю жизнь, до выхода на пенсию, проработала учительницей в разных школах на территориях нынешних Ульяновской и Кемеровской областей.

## Биография
Родилась 6 января 1893 года в деревне Нижние Тимерсяны Симбирского уезда Симбирской губернии (ныне Цильнинский район Ульяновской области).
Училась в Симбирской чувашской учительской школе (1905—1906). Школу не окончила, потому что их семья решила переехать в Сибирь, хотя эти планы, в конечном итоге, и не были осуществлены. В 1908—1911 годах продолжила образование в женской двухклассной школе села Старое Сумароково (ныне оно не существует) Тетюшского уезда Казанской губернии. В 1916 году получила звание учителя начальной школы, работала в школах Присимбирья, а также Сибири (во время поволжского голода начала 1920-х годов). С 1947 жила в городе Мелекесс (с 1972 — Димитровград) Ульяновской области.
Литературную деятельность начала с публикаций в чувашской газете «Хыпар», выходившей (1906—1907) в городе Казани. Помог разметить эти стихи в газете и оказал влияние на становление её как поэтессы чувашский поэт Сорокин, Сергей Семёнович. Наиболее известные труды — поэмы «Чёрный люд» (1907), «Волжский богатырь», «Евгений». Последние две поэмы написаны в 1960-70 годах.
За большой вклад в развитие чувашской литературы награждена Почётными грамотами Президиума Верховного Совета Чувашской АССР (1968) и Чувашского обкома КПСС и Совета Министров Чувашской АССР (1973).

## Вхождение в контекст чувашской литературы
В 1962 году в Чебоксарах вышел сборник произведений чувашских авторов, работавших до 1917 года. В числе неизвестных — некая Ваҫҫа Аниҫҫи, годы жизни которой были отмечены как (1893--?).
В 1963 году в Казани встретились сотрудник журнала «Коммунист Татарии» Константин Константинович Петров и инженер-геофизик из Свердловска Виктор Васильевич Итэсь. Разговаривали они о чувашской литературе. Первый из них напомнил об указанной книге и неизвестном, как тогда считалось, авторе Ваҫҫа Аниҫҫи. «Так это же моя родная старшая сестра!» — воскликнул Виктор Васильевич.
И, таким образом, неизвестное стало явным. К. К. Петров написал Анисии Васильевне Княгининой письмо и они встретились в городе Мелекесе в следующем 1964 году. Во время встречи договорились подготовить книгу с произведениями Анисии Васильевны 1906—1907 годов, что и было осуществлено.
Книга вышла в свет в 1966 году. Редактировал рукопись поэт Стихван Шавлы.
Вскоре после этого события А. В. Княгинина с новой силой возобновила свою литературную деятельность. Её произведения выходили обычно под псевдонимом Ваҫҫа Аниҫҫи, что является сокращённой формой от чувашского Тимӗрҫенсем Ваҫҫа Аниҫҫи. Именно так указывалось авторство и при публикации её одного из первых стихотворений в газете «Хыпар» в 1907 году.

## Память
В память о поэтессе установлены мемориальные доски:
- На доме № 2 «А» по улице Мориса Тореза в городе Димитровград Ульяновской области, где она проживала.
- На здании Нижнетимерсянской школы Цильнинского района Ульяновской области (автор: скульптор Н. Кондрашкин).